# Rio Blândești
O Rio Blândeşti é um rio da Romênia afluente do Rio Jijia, localizado no distrito de Iaşi.